# Кекката
Кекката (гренл. Qeqqata Kommunia) — один із чотирьох муніципалітетів (комун) Ґренландії, що з'явився внаслідок введення нового адміністративного поділу країни 1 січня 2009 року. Станом на січень 2010 населення муніципалітету становить 9 677 осіб.
На півдні та сході комуна межує із комуною Сермерсоок, на півночі — із комуною Кекерталік. Більшість поселень розташовані на заході вздовж узбережжя Дейвісової протоки, що відділяє Ґренландію від Баффіново Землі.

## Міста та поселення
- Атаммік
- Ітіллек
- Канґааміут
- Канґерлуссуак (Сендре Стремфйорд)
- Маніїтсок (Суккертоппен)
- Напасок
- Сарфаннґуак
- Сісіміут (Гольштайнсборґ)